# Don Drummond
Don Drummond detto anche Don Cosmic (Kingston, 12 marzo 1934 – Kingston, 6 maggio 1969) è stato un trombonista e compositore giamaicano.
È stato un membro fondatore del gruppo ska The Skatalites e compositore di molti loro brani musicali.

## Biografia
Sull'anno di nascita si trovano dati discordanti: a seconda delle fonti risulterebbe nato nel 1932, nel 1934 , o nel 1943 o nel 1947, a Kingston, in Giamaica.
Altri dubbi avvolgono la sua morte. La data è certa, il 6 maggio 1969 presso il manicomio Bellevue Asylum, dove Drummond fu internato nel 1965 dopo essere stato arrestato per l'omicidio della sua fidanzata, Margarita Mahfood, ed aver dato segni di problemi mentali.
Ufficialmente si trattò di un suicidio, ma non tutti credettero alla versione ufficiale. Alcuni colleghi di Drummond accusarono il governo di un complotto contro i musicisti di Kingston, altri invece pensarono ad una vendetta per la morte di Margarita Mahfood.
Premiato come "Miglior trombonista giamaicano" ancora giovanissimo, Drummond fondò negli anni cinquanta assieme a Eric Deans, Tommy McCook e Roland Alphonso un gruppo chiamato The Don Drummond Four.

## Discografia essenziale

### Album
- Ska authentic:
- Adis-Aba-Ba
- African Beat
- Burning Torch
- Chinatown
- Confusious
- Coolie Boy
- Corner Stone
- Don Cosmic
- Don De Lion
- The best of Don Drummond
- Ringo
- Confucious
- The Reburial
- Eastern Standard Time
- Occupation

- Melancholy Baby
- Heavenless
- Roll On Sweet Don
- Elevation Rock
- Schooling The Duke
- African Beat
- Valley Princess
- 100 years after
- Street Corner
- Sudden Attack
- The Reburial
- Through Fire
- University Goes Ska
- Valley Princess
- Wake The Town